# Triglochin bulbosa
Triglochin bulbosa là một loài thực vật có hoa trong họ Juncaginaceae. Loài này được L. miêu tả khoa học đầu tiên năm 1771.